# ㇳ
「ㇳ」は小書き片仮名の「ト」であり、アイヌ語で使用される仮名のひとつである。近代以降に用いられるようになった文字であるが、今日においては小書き片仮名の「ッ」が用いられる事が多いため、一般的な表記方法ではない。通常は日本語では使用されない。
前の音と組み合わせ1モーラを形成する。「ト」の発音と異なり、トを発音するかしないか（内破音）程度の息が漏れる場合に使用され、音節最後の「t」の発音となる。アイヌ語の場合は「閉音節の音節末子音T」となる。
英語における「let」の語尾の音に近い発音である。

## ㇳに関わる諸事項
- アイヌ語に対応する目的で、JIS X 0213で追加された仮名の一つである。
- ト書きをするとき、最初の「ト」として「ㇳ」が使用されることがある。